# Semnan (provins)
Semnan (persiska: سِمنان), eller Ostan-e Semnan (استان سمنان), är en provins i norra Iran. Den hade 702 360 invånare 2016, på en yta av 97 490 km². Administrativ huvudort och största stad är Semnan. Näst största stad är Shahrud.

## Administrativ indelning
Provinsen Semnan var vid folkräkningen 2016 indelad i åtta delprovinser (shahrestan), i sin tur indelade på ytterligare administrativa nivåer.
- Aradan
- Damghan
- Garmsar
- Mahdishahr
- Mayamey
- Semnan
- Shahrud
- Sorkheh